# Патара-Канда
Патара-Канда (груз. პატარა ქანდა) — село в Грузии, на территории Мцхетского муниципалитета края (мхаре) Мцхета-Мтианети.

## География
Село находится в центральной части Грузии, к востоку от реки Ксани, на расстоянии приблизительно 11 километров (по прямой) к северо-западу от города Мцхета, административного центра края и муниципалитета. Абсолютная высота — 530 метров над уровнем моря.

## Население
По результатам официальной переписи населения 2014 года в Патара-Канде проживало 432 человека (208 мужчин и 224 женщины). В национальной структуре населения грузины составляли 94,2 %, осетины — 4,6 %, армяне — 1,2 %.
| Год  | Население, человек |
| ---- | ------------------ |
| 2002 | 493                |
| 2014 | ↘ 432              |